# Burgstall Rottendorf
Der Burgstall Rottendorf bezeichnet eine abgegangene mittelalterliche Höhenburg westlich von Rottendorf, einem Gemeindeteil der Gemeinde Schmidgaden im Oberpfälzer Landkreis Schwandorf von Bayern. Die Anlage wird als Bodendenkmal unter der Aktennummer D-3-6538-0028 als „mittelalterlicher Burgstall“ geführt.

## Geographische Lage
Der Burgstall befindet sich ca. 870 m westlich der Pfarrkirche St. Andreas von Rottendorf. Er liegt in einem Waldgebiet 21 m höher als das unterhalb des Burgstalls vorbeiführende Grimmerbachtal. Die Anlage ist annähernd quadratisch mit einer Seitenlänge von etwa 70 m. Der Burgplatz fällt von West nach Ost um 15 m ab. In Nord-Süd-Richtung ist ein sich 6 m über das Burggelände erhebender Hügel vorhanden.